# Shūgo Tsuji
Shūgo Tsuji (jap. 辻 周吾, Tsuji Shūgo; * 21. Juli 1997 in der Präfektur Chiba) ist ein japanischer Fußballspieler.

## Karriere
Shūgo Tsuji erlernte das Fußballspielen in der Jugendmannschaft von JEF United Chiba. Seinen ersten Vertrag unterschrieb er 2016 bei Sagan Tosu. Der Verein aus Tosu, einer Stadt in der Präfektur Saga auf der Insel Kyūshū, spielte in der höchsten japanischen Liga, der J1 League. Die Saison 2018 wurde er an den Zweitligisten Yokohama FC nach Yokohama ausgeliehen. Nach der Ausleihe wurde er Anfang 2019 von Yokohama fest verpflichtet. 2019 wurde er mit dem Klub Vizemeister und stieg in die erste Liga auf. Nach dem Aufstieg verließ er Yokohama und ging nach Matsuyama. Hier unterschrieb er einen Vertrag beim Zweitligisten Ehime FC. 2021 belegte er mit Ehime den 20. Tabellenplatz und stieg in die dritte Liga ab. Am Ende der Saison 2023 feierte er mit Ehime die Drittligameisterschaft und den Aufstieg in die zweite Liga.

## Erfolge
Yokohama FC
- Japanischer Zweitligavizemeister: 2019  ▲

Ehime FC
- Japanischer Drittligameister: 2023  ▲